# Antarès (bande dessinée)
Pour les articles homonymes, voir Antarès (homonymie).
Antarès est une série de bande dessinée de science-fiction créée par l'auteur brésilien Léo et publiée par Dargaud entre 2007 et 2015. Ses six albums forment le troisième cycle des Mondes d'Aldébaran.

## Liste des albums
- Antarès, Dargaud :

1. Épisode 1, 2007  (ISBN 9782205058895)[1],[2],[3],[4].
2. Épisode 2, 2009  (ISBN 9782205061857)[5],[6],[7].
3. Épisode 3, 2010  (ISBN 9782205063714)[8],[9],[10].
4. Épisode 4, 2011  (ISBN 9782205067651)[11],[12].
5. Épisode 5, 2013  (ISBN 9782205071276)[13],[14].
6. Épisode 6, 2015  (ISBN 9782205073973)[15],[16],[17],[18].

- Antarès : L'Intégrale, Dargaud, 2018  (ISBN 9782205078985).